# Таґа (Сіґа)
Таґа (яп. 多賀町, таґа тьо ) — містечко в Японії, у східній частині префектури Сіґа. Засноване 3 листопада 1941 року шляхом злиття таких населених пунктів:
- села Таґа повіту Інукамі (犬上郡多賀村),
- села Серітані (芹谷村),
- села Кютоку (久徳村).

Містечко відоме великим синтоїстським святилищем Таґа тайся (多賀大社).